# Rudolf Friedmann

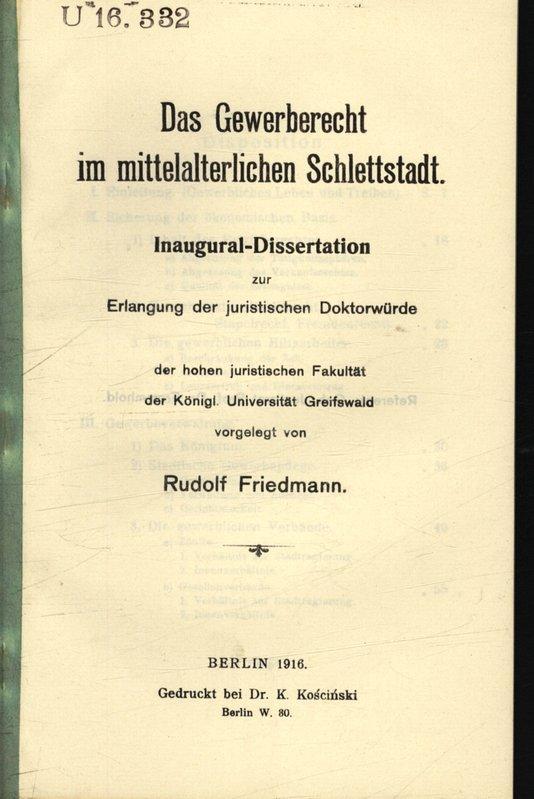

Rudolf Friedmann (geboren 8. Oktober 1891 in Brooklyn; gestorben 28. Februar 1945 im Konzentrationslager Buchenwald/Kommando Halberstadt) war ein deutsch-jüdischer Journalist, Auslandskorrespondent verschiedener Zeitschriften, Schriftsteller, Übersetzer und Jurist.

## Leben
Rudolf Friedmann wurde am 8. Oktober 1891 in Brooklyn / USA als Sohn von Ernst Friedemann und Sophia Friedemann geb. Albrecht geboren. Aufgrund seiner Geburt in den Vereinigten Staaten besaß er die US-amerikanische Staatsangehörigkeit. Aus einem Einbürgerungsantrag im Jahre 1927 geht allerdings hervor, dass er zu diesem Zeitpunkt staatenlos war. Über die frühe Jugend ist wenig bekannt. Er lebte seit 1899 mit seinen Eltern in Berlin. Sein Vater Ernst Friedmann war Kaufmann, später Rendant am Lessingtheater und Administrationschef sowie Geschäftsführer der „Deutsche Künstler-Theater Sozietät“ in Berlin. 1916 promovierte Friedmann an der juristischen Fakultät der Universität Greifswald mit einer rechtshistorischen Arbeit. Im selben Jahr übersetzte er Reden des britischen Kriegsministers David Lloyd George ins Deutsche.
Im Jahre 1918 heiratete Rudolf Friedmann in Kassel Frederike Juliane Maria Adela Rosam, geborene Hirschfeld. Laut Eintrag in der Heiratsurkunde war er zum damaligen Zeitpunkt Versicherungsbeamter, Doktor der Rechte und wohnte mit seiner Frau in der Hansastr. 6 in Kassel. Bis 1920 wirkte Friedmann als Bezirksleiter der Hamburg-Mannheimer-Versicherungsgesellschaft in Kassel. Daneben veröffentlichte er Zeitschriftenartikel u. a. in der Publikation „Freie Deutsche Bühne“ unter dem Pseudonym Rudolf Friedmann-Brook. Im selben Jahr wurde er zu einer viermonatigen Haftstrafe wegen Urkundenfälschung, Betrugs und Unterschlagung verurteilt. 1922 und 1927 stellte er Anträge auf Einbürgerung in Deutschland. Sie wurden abgelehnt. Er betätigte sich seither anscheinend ausschließlich als Journalist, Kunstkritiker Auslandskorrespondent und Schriftsteller.
Seit 1924 lebte er in Frankreich. Die Lebensdaten bis zu seinem Tode 1945 sind, soweit bekannt, im Blog „Einbürgerungen Deutschland 1870 bis 1933 - Dr. Rudolf Friedmann“ zusammengefasst. In dieser Hinsicht bezieht sich der Artikel zum Lemma auf die dort berichteten Fakten. Andere Quellen dazu sind bisher nicht erschlossen.
Friedmann schrieb seit 1924 für zahlreiche Publikationen, darunter Die Weltbühne, Simplicissimus, Deutsche Kunst und Dekoration, Zeitschrift für Geopolitik und Hochland.
Offenbar heiratete Rudolf Friedmann erneut eine Französin namens Marie aus Moulins (Allier) und sie zogen während des Zweiten Weltkriegs in diese Gegend. Nach seiner Verhaftung wurde er am 5. September 1944 mit dem Repressionskonvoi I.285. von Belfort nach Buchenwald deportiert.